# Келінештій-де-Жос
Келінештій-де-Жос (рум. Călineștii de Jos) — село у повіті Мехедінць в Румунії. Входить до складу комуни Билвенешть.
Село розташоване на відстані 273 км на захід від Бухареста, 19 км на північ від Дробета-Турну-Северина, 105 км на північний захід від Крайови.

## Населення
За даними перепису населення 2002 року у селі проживали 50 осіб, усі — румуни. Усі жителі села рідною мовою назвали румунську.